# Edouard Schädeli
Edouard Schädeli fue un deportista suizo que compitió en remo. Ganó cuatro medallas en el Campeonato Europeo de Remo entre los años 1924 y 1929.

## Palmarés internacional
| Campeonato Europeo | Campeonato Europeo  | Campeonato Europeo | Campeonato Europeo |
| Año                | Lugar               | Medalla            | Prueba             |
| ------------------ | ------------------- | ------------------ | ------------------ |
| 1924               | Lucerna (Suiza)     | Medalla de plata   | Dos con timonel    |
| 1926               | Lucerna (Suiza)     | Medalla de oro     | Dos con timonel    |
| 1927               | Como (Italia)       | Medalla de plata   | Dos con timonel    |
| 1929               | Bydgoszcz (Polonia) | Medalla de bronce  | Cuatro con timonel |